# Мотострелковый полк СССР
Мотострелковый полк — тактическое формирование Советской армии.

## История

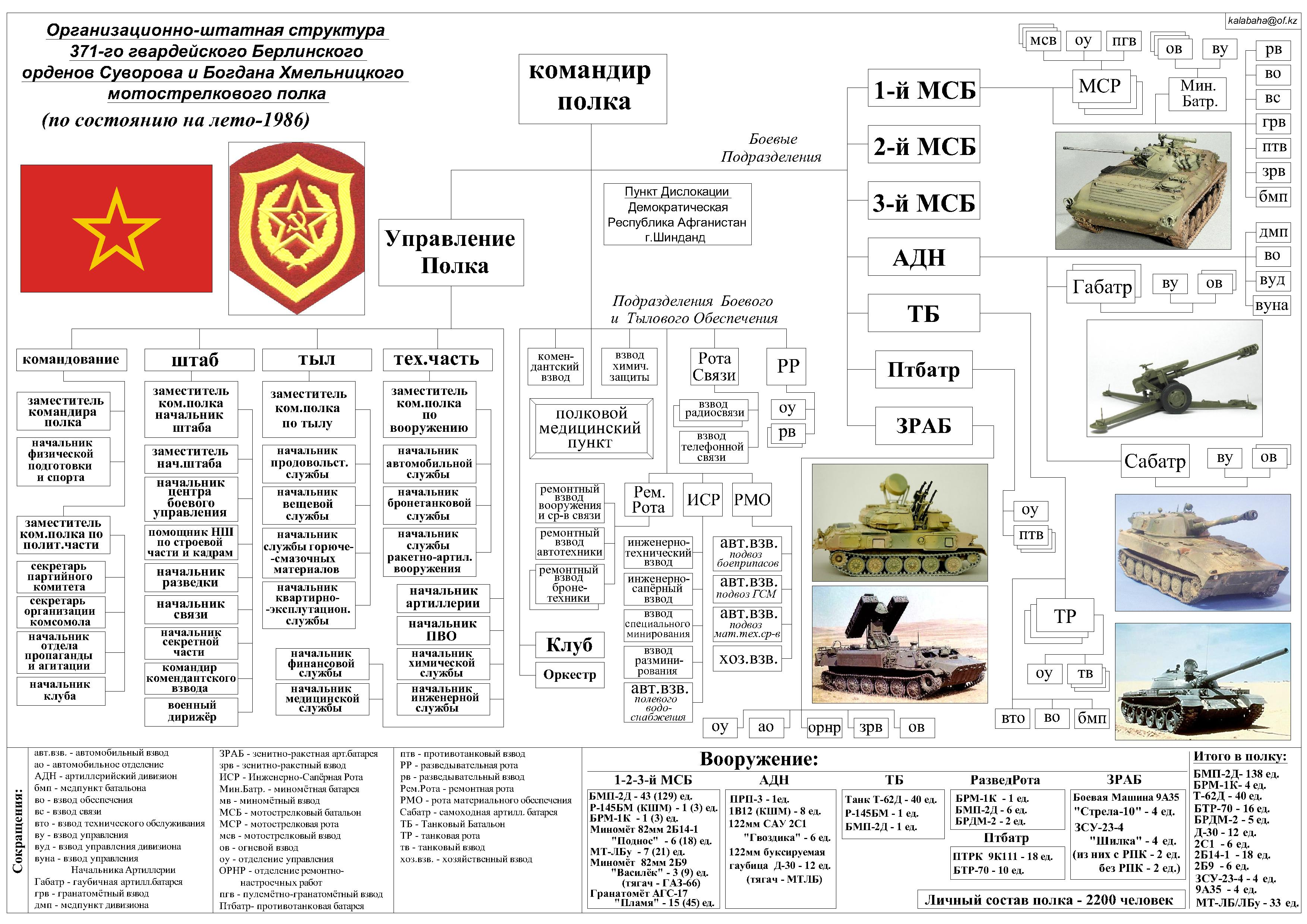
Организационно-штатная структура 371-го гвардейского мотострелкового полка 5-й гв. мсд на лето 1986 г.

В Рабоче-крестьянской Красной армии мотострелковые полки впервые были созданы в 1939 году. В ходе Великой Отечественной войны большинство из них переформированы в стрелковые полки, мотострелковые и механизированные бригады.
После завершения Великой Отечественной войны мотострелковые и механизированные бригады стали переформировываться, соответственно, в мотострелковые и механизированные полки. Затем, к 1953 году все мотострелковые полки были переформированы в механизированные.
В 1957 году все стрелковые и механизированные полки переформированы в мотострелковые. Некоторые механизированные полки стали танковыми. Все горнострелковые полки к 1961 году переформировали в мотострелковые. Таким образом, в Советской армии в 1957 году находилось не менее 428 мотострелковых и горнострелковых полков. В период 1958—1960-х гг. были расформированы 94 мотострелковых и горнострелковых полка. С начала 1960-х гг. было создано не менее 300 новых мотострелковых полков (включая запасные и охраны тыла).
В 1980-е гг. мотострелковый полк на бронетранспортёрах (БТР) предусматривал наличие трёх мотострелковых и танкового (40 танков) батальонов, артиллерийского (18 буксируемых и/или самоходных гаубиц), самоходно-миномётного (18 миномётов 2С12) дивизионов, зенитной батареи, 6 отдельных рот: разведывательной, инженерно-сапёрной, связи, ремонтной, материального обеспечения и медицинской, 1 взвода химической защиты и полкового медицинского пункта. На вооружении находилось 148 БТР, 10 БМП, 9 Р-145БМ (или БМП-1КШ), 3 ПРП-3, 3 ПУ-12, 3 РХМ, 2 БРЭМ-2, 12 МТ-ЛБ, 2 МТ-55А. Мотострелковый полк на боевых машинах пехоты (БМП) имел 2424 чел. личного состава и 152 БМП, а колёсных БТР не имел. Мотострелковые полки на территории СССР для перевозки личного состава вместо бронетехники часто комплектовались грузовиками.

149-й гвардейский мотострелковый полк, 1986 год.

## Состав
Условное обозначение МСП в тактических знаках НАТО на картах и в документах.
Мотострелковый полк на БМП имел следующий состав:
- Управление (65 чел., 3 внедорожника 4×4, 1 грузовик, 1 БТР-60/70/80, 1 БТР-60ПА, 1 БМП-1КШ)
- 3 мотострелковых батальона (497 чел., 42 БМП, 3 БРДМ)
  - Штаб (12)
  - 3 мотострелковые роты (×110)
  - Зенитный взвод (13, 9 ПЗРК)
  - Миномётная батарея (75, 8 120-мм миномётов)
  - Гранатомётный взвод (22, 6 АГС-17)
  - Взвод связи (14)
  - Взвод материального обеспечения (20)
  - Ремонтная мастерская (7)
  - Батальонный медицинский пункт (4)
- Танковый батальон (165, 40[b] танков Т-64/-72/-80)
  - Штаб (5 чел., 1 танк)
  - Взвод управления и обеспечения (40)
  - 3 танковые роты (×40, 13 танков)
- Гаубичный самоходный артиллерийский дивизион (220, 18 САУ 2С1)
  - Штаб (10)
  - Взвод управления дивизиона (20)
  - Взвод обеспечения (30)
  - 3 гаубичные батареи (×60, 6 гаубиц)
- Зенитная ракетно-артиллерийская батарея (60, 4 ЗСУ-23-4 и 4 Стрела-1/Стрела-10)
  - Управление
  - Зенитный ракетный взвод (4 Стрела-1 или Стрела-10)
  - Зенитный артиллерийский взвод (4 ЗСУ-23-4)
  - Ремонтное отделение
  - Транспортное отделение
- Противотанковая батарея (40, 9 СПТРК 9П110/9П148)
  - Управление (1 БРДМ)
  - 3 огневых взвода (×3 СПТРК)
  - Отделение материального обеспечения
- Разведывательная рота (55, 1 БРМ-1К, 3 БМП-1/-2, 4 БРДМ-2, 3 мотоцикла)
  - Управление (1 БРМ-К)
  - 1-й разведывательный взвод (3 БМП)
  - 2-й разведывательный взвод (4 БРДМ)
  - Мотоциклетное отделение (3 мотоцкила)
- Инженерно-сапёрная рота (60)
  - Управление
  - Инженерно-сапёрный взвод
  - Инженерно-технический взвод
  - Взвод механизированных мостов
- Рота связи (50)
  - Управление
  - Взвод радиосвязи
  - Взвод телефонной связи
- Рота материального обеспечения (90)
  - управление
  - 2 взвода подвоза боеприпасов
  - Взвод подвоза ГСМ
  - Взвод подвоза материально-технических средств
- Ремонтная рота (70)
  - Управление
  - Взвод ремонта автотехники
  - Взвод ремонта бронетехники
  - Взвод ремонта вооружений
  - Восстановительный взвод
  - Взвод специального ремонта
  - Взвод мастерской технической помощи[c]
- Взвод химической защиты (24)
  - управление
  - 3 отделения химической разведки (3 РХМ или БРДМ-2РХ)
  - 3 отделения обеззараживания (4 грузовика обеззараживания)
- Полковой медицинский пункт (34)
  - управление
  - Приёмно-сортировочное отделение
  - Перевязочная
  - Сортировочно-эвакуационное отделение
  - Хозяйственное отделение